# غلامرضا رشید یاسمی

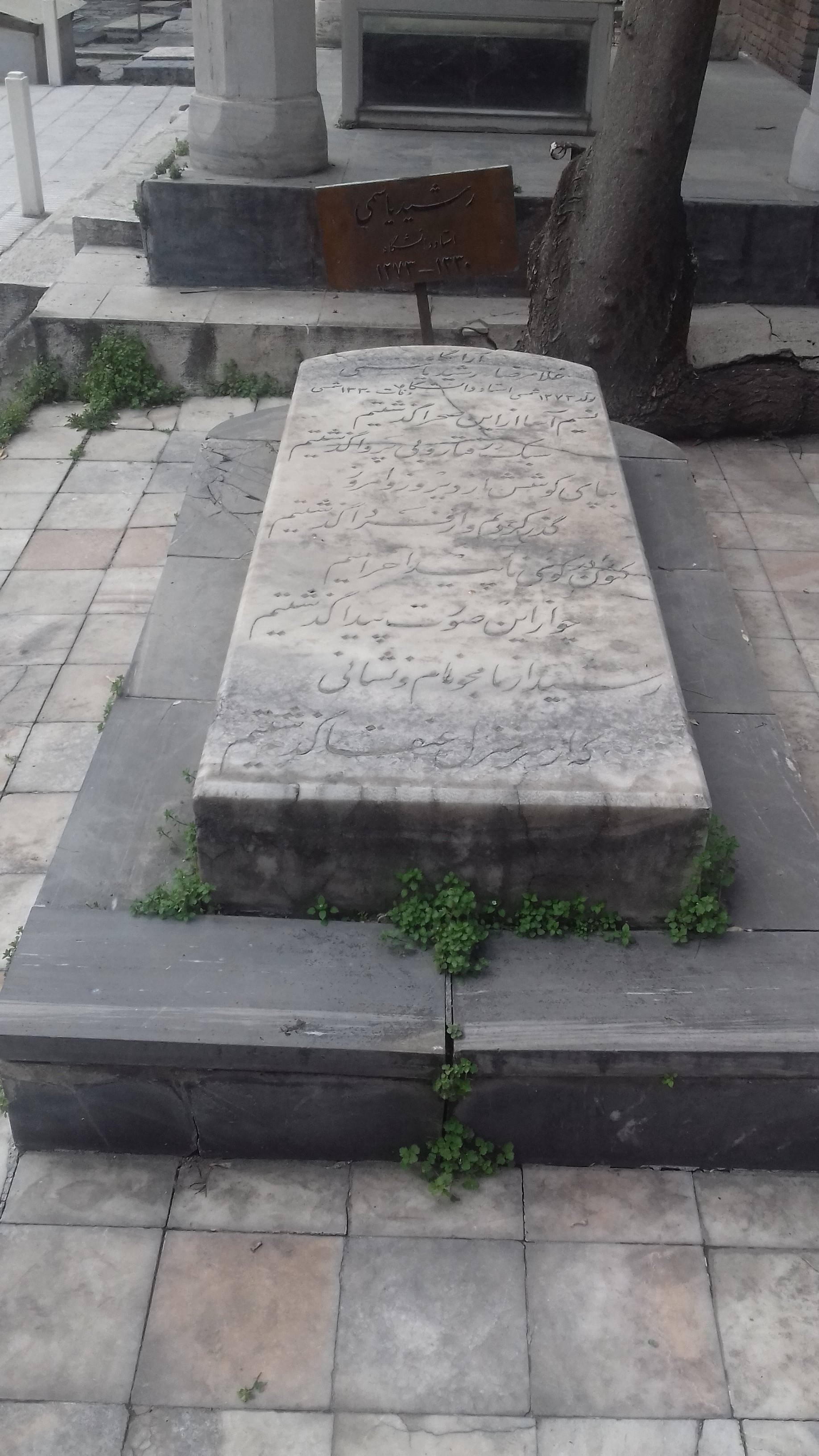
آرامگاه غلامرضا رشید یاسمی در گورستان ظهیرالدوله دربند زیر پای محمّدتقی بهار

غلامرضا رشیدِ یاسِمی گوران (۲۹ آبان ۱۲۷۵ – ۱۸ اردیبهشت ۱۳۳۰) مشهور به رشید یاسِمی، نویسنده، مورخ، مترجم و شاعر کُرد ایرانی بود.

## زندگی
غلامرضا رشیدِ یاسِمی، در ۲۹ آبانِ ۱۲۷۵ خورشیدی در روستای گهواره در شهرستان دالاهو در استان کرمانشاه زاده شد. پدر محمدولی‌خان میرپنج ملقب به خان‌خانان شاعر، نقاش و خوشنویس بود و در شعر «نصرت» تخلص می‌کرد، و پدربزرگ پدری او حسین‌خان امیرپنج نام داشت. مادر او «نورتاج خانم دولتداد» دختر شاهزاده محمدباقر میرزا خسروی و نوهٔ شاهزاده محمد علی میرزای دولتشاه بود. همچنین عصمت‌الملوک دولتداد خالهٔ او بود. محمدباقر میرزا شاعر و نویسندهٔ اولین رمان تاریخی به زبان فارسی در سه جلد به نام «شمس و طغرا» است که بعدها به همت رشید یاسمی به چاپ رسید. پدر غلامرضا در وبای سال ۱۳۲۲ هجری قمری در سن ۳۰ سالگی هنگامی که او هشت ساله بود درگذشت. از این رو مادرش نورتاج خانم نقش محوری در تربیت او پیدا کرد.
رشید یاسمی تحصیلات مقدماتی را در شهر کرمانشاه به پایان برد. سپس به تهران رفت و دورهٔ متوسطه را در دبیرستان سن لویی گذراند. از همان هنگام به تشویق نظام وفا که معلم ادبیات او بود به سرودن شعر به زبان فارسی پرداخت. یاسمی فلسفه و رموز عرفان را نزد مهدی الهی قمشه‌ای و حاج عباسعلی کیوان قزوینی فرا گرفت. پس از پایان تحصیلات مدتی به کار در وزارت معارف، مالیه و دربار پرداخت. در همین زمان «جرگهٔ دانشوری» را تأسیس کرد که بعدها به همت محمّدتقی بهار به «انجمن دانشکده» تبدیل شد. رشید ضمن همکاری با مجلهٔ دانشکده، با نویسندگان و شعرای آن دوره همچون محمّدتقی بهار، سعید نفیسی، عباس اقبال، ابراهیم الفت و دیگران همکاری می‌کرد. در همین دوران عضو انجمن ادبی ایران شد و نخستین تألیف خود را در احوال ابن یمین فریومدی شاعر سلسلهٔ سربداران منتشر کرد.
یکی از دلبستگی‌های یاسمی سرودن شعر بود. او دگرگونی‌های اجتماعی فکری و فرهنگی را در شعرهایش بازتاب می‌داد و در حالی که نوجوان بود، می‌کوشید به چارچوب‌ها و معیارهای شعر کهن فارسی پایبند بماند. در کنار سرودن شعر، تصحیح و ویرایش دیوان‌های مسعود سعد سلمان، هاتف اصفهانی و محمدباقر خسروی و منظومهٔ «سلامان و آبسال» جامی را منتشر کرد. رشید یاسِمی از نخستین شاعرانی بود که لزوم تجدد در شعر فارسی را پذیرفت و کوشید که رنگ تازه‌ای به سخن خود بدهد.
رشید یاسِمی از سال ۱۳۰۰ (یک سال پس از کودتا) به انتشار مقاله در روزنامهٔ شفق سرخ به سردبیری علی دشتی پرداخت و همین مقالات موجب شهرت ادبی او گردید. در این میان به یادگیری زبان‌های عربی و انگلیسی و تکمیل زبان فرانسوی پرداخت. زبان پهلوی را نزد ارنست هرتسفلد آموخت و پس از چندی آن‌قدر در آموختن این زبان تبحر یافت که رساله‌های اندرز اوشنر داناک، ارداویراف‌نامه و اندرز آذر مهر اسپندان را به فارسی ترجمه کرد.
از سال ۱۳۱۲ که دانشگاه تهران تأسیس شد، وی با سمت استادی رشته تاریخ به تدریس در دانشسرای عالی و دانشکدهٔ ادبیات دانشگاه تهران پرداخت. یاسمی در دانشسرای عالی کشاورزی نیز به تدریس تاریخ اسلام پرداخت. بعدها به عضویت پیوستهٔ فرهنگستان ایران درآمد. در سال ۱۳۲۲ جزو هیئتی از استادان ایرانی همراه با علی‌اصغر حکمت و ابراهیم پورداوود به هند سفر کرد. در سال ۱۳۲۴ به منظور مطالعه به فرانسه رفت و دو سال در آن کشور اقامت داشت. رشید یاسمی تا پایان عمر به‌عنوان استاد در دانشگاه تهران تدریس کرد، اما از تاریخ ۱۹ اسفند ۱۳۲۸ از این دانشگاه بازنشسته شده‌بود.
یاسِمی گذشته از مقالات ادبی و تاریخی و فلسفی و انتقادی که از او در نشریات نوبهار، ارمغان، آینده، تعلیم و تربیت، یغما، مهر و نشریات دیگر چاپ شده است، دارای تألیفات، تحقیقات و ترجمه‌های متعدد است. میرزا طاهر تنکابنی و ادیب نیشابوری از اساتید وی در مطبوعات بودند.
رشید یاسمی در روز یازدهم اسفند ۱۳۲۷ هنگام سخنرانی در دانشکدهٔ ادبیات دچار سکته مغزی شد اما معالجه پیدا کرد و پس از آن بار دیگر به اروپا سفر کرد. پس از بازگشت به ایران در ۱۸ اردیبهشت ۱۳۳۰ در تهران درگذشت و در گورستان ظهیرالدوله به خاک سپرده شد.
|  |  | محمد ولی‌خان گورانی | محمد ولی‌خان گورانی | محمد ولی‌خان گورانی | محمد ولی‌خان گورانی | محمد ولی‌خان گورانی | محمد ولی‌خان گورانی |  |  | نورتاج خانم دولتداد | نورتاج خانم دولتداد | نورتاج خانم دولتداد | نورتاج خانم دولتداد | نورتاج خانم دولتداد | نورتاج خانم دولتداد |  |  |
|  |  | محمد ولی‌خان گورانی | محمد ولی‌خان گورانی | محمد ولی‌خان گورانی | محمد ولی‌خان گورانی | محمد ولی‌خان گورانی | محمد ولی‌خان گورانی |  |  | نورتاج خانم دولتداد | نورتاج خانم دولتداد | نورتاج خانم دولتداد | نورتاج خانم دولتداد | نورتاج خانم دولتداد | نورتاج خانم دولتداد |  |  |
|  |  |                    |                    |                    |                    |                    |                    |  |  |                     |                     |                     |                     |                     |                     |  |  |
|  |  |                    |                    |                    |                    |                    |                    |  |  |                     |                     |                     |                     |                     |                     |  |  |
|  |  | غلامرضا رشید یاسمی | غلامرضا رشید یاسمی | غلامرضا رشید یاسمی | غلامرضا رشید یاسمی | غلامرضا رشید یاسمی | غلامرضا رشید یاسمی |  |  | مرآت‌الملوک جهانسوزی | مرآت‌الملوک جهانسوزی | مرآت‌الملوک جهانسوزی | مرآت‌الملوک جهانسوزی | مرآت‌الملوک جهانسوزی | مرآت‌الملوک جهانسوزی |  |  |

|       |       |       |       |       |       |  |  |       |       |       |       |       |       |  |  |       |       |       |       |       |       |
|       |       |       |       |       |       |  |  |       |       |       |       |       |       |  |  |       |       |       |       |       |       |
| سیامک | سیامک | سیامک | سیامک | سیامک | سیامک |  |  | هوشنگ | هوشنگ | هوشنگ | هوشنگ | هوشنگ | هوشنگ |  |  | شاپور | شاپور | شاپور | شاپور | شاپور | شاپور |
| سیامک | سیامک | سیامک | سیامک | سیامک | سیامک |  |  | هوشنگ | هوشنگ | هوشنگ | هوشنگ | هوشنگ | هوشنگ |  |  | شاپور | شاپور | شاپور | شاپور | شاپور | شاپور |

## نظر دیگران
ایرج افشار دربارهٔ رشید یاسِمی می‌نویسد:
«رشید یاسمی را بارها دیده بودم. مردی خوش‌سخن و سخندان بود. با مصاحب خویش سخن به مهر و لطف می‌گفت. چهره‌ای سرخگون و خوشایند داشت. برای زندگی رنج بسیار برد. ناچار تن خویش را فرسود. کارهایی را که در زمینه‌های مختلف ادب و تاریخ به انجام رسانید برای زمان خود گرانقدر بود و تازگی داشت. پاره‌ای از آثار او نیز تا سالیان دراز با ارزش خواهد بود. ساده‌تر آن که در بسیاری از کارهای ادبی راهبر آیندگان و چراغی فرا راه اخلاف خویش بود. عمری رنج برد و جان فرسود و البته نامش در تاریخ ادب ایران ثبت خواهد ماند.»

## فهرست آثار (تألیف و تصحیح)
- احوال ابن یمین، ۱۳۰۴
- اندرزنامه اسدی طوسی (تصحیح)، ۱۳۰۴
- سلامان و آبسال جامی (تصحیح)، ۱۳۰۶
- نصایح فردوسی، ۱۳۰۷
- قانون اخلاق، ۱۳۰۷
- دیوان هاتف اصفهانی (تصحیح)، ۱۳۰۷
- تاریخ ملل و نحل، ۱۳۱۵
- کرد و پیوستگی نژادی و تاریخی او
- ادبیات معاصر (ذیل بر ترجمهٔ جلد چهارم تاریخ ادبی ایران ادوارد براون)، ۱۳۱۶
- دیوان مسعود سعد سلمان (تصحیح)، ۱۳۱۸
- تاریخ مختصر ایران
- دیوان اشعار، ۱۳۳۶

### کتاب
- ایران در زمان ساسانیان
- تاریخ مختصر ایران
- تاریخ ملل و نحل
- آیین نگارش تاریخ، ۱۳۱۶

به‌جز مقالات ادبی و تاریخی و فلسفی و انتقادی که از او در مجلات «نوبهار»، «آینده»، «ارمغان»، «تعلیم و تربیت»، «یغما»، «مهر» و… چاپ شده است، یاسمی دارای نوشته‌ها و پژوهش‌ها و ترجمهٔ‌های بسیاری است. ماندگارترین ترجمه او کتاب «ایران در زمان ساسانیان» اثر «آرتور کریستین سن» است؛ اما در نوشتن کتاب‌هایی نیز که با تاریخ ایران پیوند داشت، از پیشگامان بود. کتاب‌های «کرد و پیوستگی تاریخی و نژادی او» و «تاریخ مختصر ایران» (برای تدریس در مدارس ابتدایی و متوسطه) از دیگر نوشته‌های اوست. از دیگر کتاب‌های پژوهشی رشید یاسمی می‌توان به ترجمه کتاب «چنگیز خان» اثر هارولد لمب، «تاریخچه نادر شاه» نوشته ولادیمیر مینورسکی، «آیین نگارش تاریخ»، «تاریخ ملل و نحل» و ترجمه جلد چهارم «تاریخ ادبیات ایران» نوشته ادوارد براون اشاره کرد. نخستین کتاب رشید یاسمی دربارهٔ زندگانی «ابن یمین فریومدی» شاعر سلسله سربداران در سده هشتم هجری ایران بود. همچنین تصحیح «دیوان سلمان ساوجی»، ویرایش «دیوان مسعود سعد سلمان»، «اندرزنامه اسدی توسی» و غیره از دیگر فعالیت‌های اوست.

### ترجمه‌ها
- «تاریخ قرن هیجدهم، انقلاب کبیر فرانسه و امپراتوری ناپلئون»، آلبر ماله و ژول ایزاک، ۱۳۱۰.
- «تاریخ ادبیات ایران»، ادوارد براون، جلد چهارم از صفویه تا عصر حاضر ۱۳۱۶.
- «ایران در زمان ساسانیان»، آرتور کریستنسن، ۱۳۱۷
- «چنگیز خان»، هارولد لمب، ۱۳۱۳
- «تاریخچهٔ نادرشاه»، مینورسکی، ۱۳۱۳
- رمان «شاگرد (دیسیپل)» از پل بورژه
- «آیین دوست‌یابی»، دیل کارنگی، ۱۳۲۰
- «نصایح»، اپیکتتوس حکیم
- تئاتر «انوش (منظوم)»
- «اندرز اوشنرداناک» (از زبان پهلوی)
- «اندرز آذرباد مهراسپندان» (از پهلوی)
- «ارداویراف‌نامه» (از زبان پهلوی)

تاریخ قرن هیجدهم و انقلاب کبیر فرانسه و امپراتوری ناپلئون، موضوع این کتاب همان‌طور که از عنوانش پیداست، انقلاب کبیر فرانسه می‌باشد. انقلاب فرانسه پس از اصلاح مذهبی لوتر، از مهم‌ترین و موثرترین وقایع تاریخ اروپاست؛ زیرا چنان‌که لوتر مذهب را اصلاح کرد انقلاب فرانسه نیز در اصول سیاسی و اجتماعی جهان تغییراتی پدیدآورد. این کتاب به‌طور مفصل به شرح این واقعه می‌پردازد.
ایران در زمان ساسانیان، آرتور کریستنسن، انتشارات صدای معاصر، تهران ٬۱۳۷۸ ۲۵+ـ۴۳۷. این کتاب که جزو منابع معتبر در تاریخ ساسانیان است، در سال ۱۳۱۴ به همت رشید یاسمی به فارسی ترجمه شد و تاکنون هفت بار به چاپ رسیده است. اما، پس از درگذشت مترجم، به تدریج غلط‌هایی در آن راه یافت. در چاپ جدید این موارد اصلاح شده است. کتاب تاریخچه نادرشاه اثر ولادمیر مینورسکی، قوم افشار را ترکمان می‌خواند. مشهور است که از بیم مغول طایفه افشار ترکستان را ترک کرده است و در آذربایجان استقرار یافته‌اند. شاه اسمعیل شعبه‌ای از این قوم را به خراسان شمالی کوچانده و در سرچشمه میاب کوبکان از مضافات ابیورد ساکن کرد. کتاب اندرز اوشنرد داناک که در سال ۱۹۳۰۰ میلادی اروادبامانجی ناسروانجی دهابهار با چند نسخه روبرو کرده و به انگلیسی برگردانده و به چاپ رسانیده است. این نوشتار به فارسی ترجمه و واژه‌هایی که نیاز به توضیح داشته در پانوشت آمده است. لازم به یادآوری است که این نوشتار نخست در شمارهٔ آذرماه ۱۳۱۳ مجلهٔ مهر به چاپ رسید.

## دربارهٔ رشید یاسمی
- سرو رشید: یادنامهٔ غلامرضا رشید یاسمی، به کوشش ابراهیم رحیمی‌زنگنه و سهیل یاری‌گل‌دره، کرمانشاه: دیباچه، چاپ اول: ۱۳۹۶، ۸۲۲ صفحه.

## یادبود

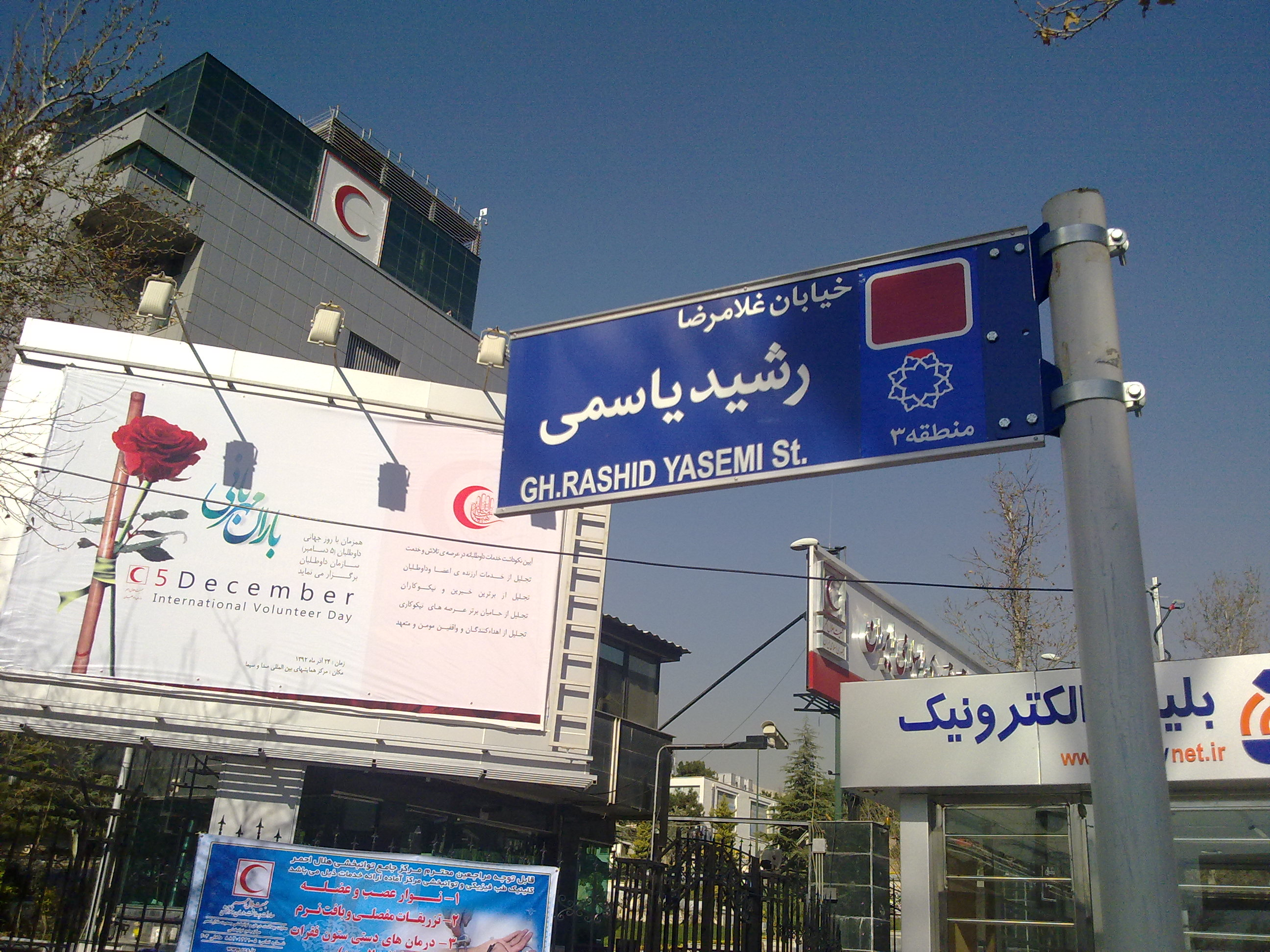
تابلوی خیابان غلامرضا رشید یاسمی در منطقه ۳ شهرداری تهران که به یاد وی نامگذاری شده است.

طبق گفتهٔ سعید راد در گذشته در محل کنونی موزه سینما دبیرستانی دایر بوده که دبیرستان غلامرضا رشیدیاسمی (با نام دیگر دبیرستان شاپور تجریش) نام داشته و او از دانش‌آموزان آن مدرسه بوده است.
همچنین برای بزرگداشت غلامرضا رشید یاسمی، خیابانی در تهران، در منطقه ۳ شهرداری، حد فاصل خیابان ولی‌عصر تا خیابان سئول به نام وی نامگذاری شده است.
همچنین در شهر اسلام‌آباد غرب یک کتابخانهٔ عمومی در بزرگداشت وی با نام «کتابخانه عمومی زنده‌یاد غلامرضا رشید یاسمی» نام‌گذاری شده است.
علاوه بر این کتابخانهٔ «پردیس شهید صدوقی» دانشگاه فرهنگیان در شهر کرمانشاه نیز به نام وی، «کتابخانهٔ استاد رشید یاسمی» نام گرفته است.
نشست تخصصی «بررسی ابعاد شخصیتی و علمی غلامرضا رشید یاسمی همراه با رونمایی از یادنامهٔ سرو رشید» در تاریخ ۸ خرداد ۱۳۹۶ توسط انجمن ایرانی تاریخ و با همکاری دانشکده ادبیات و علوم انسانی دانشگاه رازی با حضور استادان و صاحب‌نظران در حوزهٔ تاریخ و ادبیات فارسی برگزار شد.